# Friedrich Ernst Ludwig von Fischer
Friedrich Ernst Ludwig von Fischer (Halberstadt, 20 de fevereiro de 1782 – São Petersburgo, 17 de junho de 1854) foi um botânico russo de origem alemã.
Foi diretor do jardim botânico de São Petersburgo de 1823 a 1850.

## Publicações selecionadas
- Catalogue du Jardin des plantes de S.E. Monsieur le comte Alexis de Razoumoffsky ... à Gorenki près de Moscou, 1808-1812.
- Beitrag zur botanischen Systematik, die Existenz der Monocotyledoneen und dem Polycotyledoneen betreffend, 1812 - Contributions to plant systematics, the existence of Monocotyledon, etc.
- Enumeratio plantarum novarum a CI. Schrenk lectarum, 1841 (com Carl Anton von Meyer).
- Jardin de Saint-Pétersbourg, 1846. (Sertum Petropolitanum Seu Icones Et Descriptiones Plantarum Quæ in Horto Botanico ..., 1846 (com Carl Anton von Meyer).[1][2]